# Monacos Grand Prix 1975
Monacos Grand Prix 1975 var det femte av 14 lopp ingående i formel 1-VM 1975. 

## Resultat
1. Niki Lauda, Ferrari, 9 poäng
2. Emerson Fittipaldi, McLaren-Ford, 6
3. Carlos Pace, Brabham-Ford, 4
4. Ronnie Peterson, Lotus-Ford, 3
5. Patrick Depailler, Tyrrell-Ford, 2
6. Jochen Mass, McLaren-Ford, 1
7. Jody Scheckter, Tyrrell-Ford
8. Jacky Ickx, Lotus-Ford
9. Carlos Reutemann, Brabham-Ford

### Förare som bröt loppet
- Mark Donohue, Penske-Ford (varv 66, olycka)
- James Hunt, Hesketh-Ford (63, olycka)
- Alan Jones, Harry Stiller Racing (Hesketh-Ford) (61, hjul)
- Vittorio Brambilla, March-Ford (48, olycka)
- Tom Pryce, Shadow-Ford (39, olycka)
- Clay Regazzoni, Ferrari (36, olycka)
- John Watson, Surtees-Ford (36, snurrade av)
- Mario Andretti, Parnelli-Ford (9, oljeläcka)
- Jean-Pierre Jarier, Shadow-Ford (0, olycka)

### Förare som ej kvalificerade sig
1. Jacques Laffite, Williams-Ford
2. Arturo Merzario, Williams-Ford
3. Graham Hill, Hill (Lola-Ford)[1]
4. Bob Evans, BRM
5. Roelof Wunderink, Ensign-Ford
6. Torsten Palm, Polar Caravans (Hesketh-Ford)
7. Lella Lombardi, March-Ford
8. Wilson Fittipaldi, Fittipaldi-Ford